# Inwestowanie odpowiedzialne społecznie
Inwestowanie odpowiedzialne społecznie (ang. socially responsible investing (SRI)), nazywane też zrównoważonym inwestowaniem lub etycznym inwestowaniem, to takie inwestowanie, gdzie wyboru inwestycji dokonuje się nie tylko z zastosowaniem tradycyjnych kryteriów finansowych, ale również na podstawie kryteriów z zakresu odpowiedzialności społecznej.
Inwestorzy społecznie odpowiedzialni uprzywilejowują w swoich decyzjach inwestycyjnych te przedsiębiorstwa, które praktykują lub promują takie zasady, jak zrównoważony rozwój, ochrona środowiska, ochrona praw konsumenta, prawa człowieka, czy różnorodność. Niektórzy (ale nie wszyscy) unikają współpracy z biznesem zaangażowanym w określone branże, takie jak tytoniowa, alkoholowa, militarna itp.
Odpowiedzialne społecznie inwestowanie to fenomen globalny, co jest konsekwencją tego, że globalny jest sam biznes, którego międzynarodowe transakcje wspierane są przez inwestorów „odpowiedzialnych społecznie”. Wraz z ekspansją inwestycji zagranicznych zwiększył się też zasięg oddziaływania produktów SRI. Ich ranga wzrasta zarówno w krajach rozwiniętych, jak i rozwijających się. Za tym trendem podążają różne organizacje handlowe, takie jak Forum Społecznego Inwestowania w Stanach Zjednoczonych, EuroSIF w Unii Europejskiej, Organizacja Społecznego Inwestowania w Kanadzie, czy Stowarzyszenie Odpowiedzialności Inwestycyjnej w Azji i Australii. W 2006 roku, Program Środowiskowy Organizacji Narodów Zjednoczonych ogłosił „Zasady Odpowiedzialnego Inwestowania”. Tworzą one ramy wspomagające inwestorów we włączaniu czynników społecznych i środowiskowych do swojej działalności inwestycyjnej.
Inwestowanie społecznie odpowiedzialne, zarówno w Europie, jak i w Stanach Zjednoczonych, zaczęło zyskiwać na coraz większej popularności, począwszy od lat 90. XX wieku. Według badań agencji Eurosif oraz Social Investment Forum cały rynek inwestycji odpowiedzialnych społecznie na świecie można szacować na ok. 10 bln EUR. Największy udział w globalnym rynku SRI ma rynek europejski z 6,7 bln EUR. Drugi pod względem wielkości jest rynek amerykański z ok. 2,9 bln EUR. Pozostała część inwestycji SRI znajduje się w Kanadzie (417 mld EUR), Japonii (3 mld EUR) i Australii 1,56 mld EUR). Według raportu przeprowadzonego przez grupę Vigeo liczba funduszy „zielonych, socjalnych i etycznych” w Europie w 2010 roku wyniosła 879 i był to wzrost w porównaniu z rokiem 2009 o prawie 30%. Dane z 2011 roku wskazują na utrzymanie się pozytywnej tendencji, jeśli chodzi o liczbę funduszy SRI w Europie. W 2011 r. na rynku europejskim działało 886 funduszy SRI i był to 1-procentowy wzrost w porównaniu z rokiem ubiegłym.
Z przeprowadzonych badań wśród uczestników rynku SRI w Europie wynika, że globalny kryzys finansowy uświadomił inwestorom potrzebę uwzględnienia czynników środowiskowych czy społecznych w ocenie ryzyka inwestycyjnego oraz potrzebę większej transparentności nabywanych produktów.